# WTA-seizoen 2017
Het WTA-seizoen in 2017 bestond uit de internationale tennistoernooien die door de WTA werden georganiseerd in het kalenderjaar 2017. In het onderstaande overzicht zijn voor de overzichtelijkheid ook de grandslamtoernooien, de Fed Cup en de Hopman Cup toegevoegd, hoewel deze door de ITF werden georganiseerd.

## Legenda

### Categoriekleuren
| Grandslamtoernooien        |
| Eindejaarskampioenschappen |
| Premier Mandatory          |
| Premier Five               |
| Premier                    |
| International              |
| Challenger                 |
| Toernooien voor teams      |

### Codering
De codering voor het aantal deelnemers is als volgt:
"128S/96Q/64D/32X" betekent:
- 128 deelnemers aan hoofdtoernooi vrouwenenkelspel (S)
- 96 deelnemers aan het vrouwenkwalificatietoernooi (Q)
- 64 koppels in het vrouwendubbelspel (D)
- 32 koppels in het gemengd dubbelspel (X)

Alle toernooien werden in principe buiten gespeeld, tenzij anders vermeld.
RR = groepswedstrijden ("round robin"), (i) = indoor (overdekt)

## Verschillen met vorig jaar
- Het International-toernooi van Rio de Janeiro (Brazilië) verviel.
- Het toernooi van Taiwan verhuisde van Kaohsiung naar Taipei.
- De toernooien van Doha en Dubai verwisselden alweer van categorie – dit jaar viel het toernooi van Doha in categorie "Premier" (degradatie), terwijl het toernooi van Dubai in categorie "Premier Five" werd gespeeld (promotie).
- Het International-toernooi van Katowice (Polen) verviel. Zijn plek op de kalender werd overgenomen door het toernooi van Monterrey, welk gat op zijn beurt werd bezet door het toernooi van Acapulco.
- De oude kalenderplek van Acapulco werd ingevuld door het International-toernooi van Boedapest (Hongarije), dat op de WTA-kalender terugkeerde nadat het in 2013 voor het laatst had plaatsgevonden.
- In april werd een nieuw International-toernooi georganiseerd in Biel/Bienne (Zwitserland).
- Het International-toernooi van Florianópolis (Brazilië) verviel.

## WTA-toernooikalender

### Januari
| Week van              | Toernooi                                                                                                | Winnares                                          | Verliezend finaliste                           | Uitslag finale   |         |
| --------------------- | --- | ------------------------------------------------- | ---------------------------------------------- | ---------------- | ------- |
| 2 januari             | Hopman Cup Perth, Australië ITF Hopman Cup XXIX AU$1.000.000 - hardcourt (i) - 8 gemengde teams (RR)    | Frankrijk – Kristina Mladenovic – Richard Gasquet | Verenigde Staten – Coco Vandeweghe – Jack Sock | 2-1              | details |
| 2 januari             | Brisbane International Brisbane, Australië WTA Premiertoernooi $1.000.000 - hardcourt - 30S/32Q/16D     | Karolína Plíšková                                 | Alizé Cornet                                   | 6-0, 6-3         | details |
| 2 januari             | Brisbane International Brisbane, Australië WTA Premiertoernooi $1.000.000 - hardcourt - 30S/32Q/16D     | Bethanie Mattek-Sands Sania Mirza                 | Jekaterina Makarova Jelena Vesnina             | 6-2, 6-3         | details |
| 2 januari             | Shenzhen Open Shenzhen, China WTA Internationaltoernooi $750.000 - hardcourt - 32S/16Q/16D              | Kateřina Siniaková                                | Alison Riske                                   | 6-3, 6-4         | details |
| 2 januari             | Shenzhen Open Shenzhen, China WTA Internationaltoernooi $750.000 - hardcourt - 32S/16Q/16D              | Andrea Hlaváčková Peng Shuai                      | Raluca Olaru Olha Savtsjoek                    | 6-1, 7-5         | details |
| 2 januari             | ASB Classic Auckland, Nieuw-Zeeland WTA Internationaltoernooi $250.000 - hardcourt - 32S/32Q/16D        | Lauren Davis                                      | Ana Konjuh                                     | 6-3, 6-1         | details |
| 2 januari             | ASB Classic Auckland, Nieuw-Zeeland WTA Internationaltoernooi $250.000 - hardcourt - 32S/32Q/16D        | Kiki Bertens Johanna Larsson                      | Demi Schuurs Renata Voráčová                   | 6-2, 6-2         | details |
| 9 januari             | Apia International Sydney Sydney, Australië WTA Premiertoernooi $776.000 - hardcourt - 30S/32Q/16D      | Johanna Konta                                     | Agnieszka Radwańska                            | 6-4, 6-2         | details |
| 9 januari             | Apia International Sydney Sydney, Australië WTA Premiertoernooi $776.000 - hardcourt - 30S/32Q/16D      | Tímea Babos Anastasija Pavljoetsjenkova           | Sania Mirza Barbora Strýcová                   | 6-4, 6-4         | details |
| 9 januari             | Hobart International Hobart, Australië WTA Internationaltoernooi $250.000 - hardcourt - 32S/32Q/16D     | Elise Mertens                                     | Monica Niculescu                               | 6-3, 6-1         | details |
| 9 januari             | Hobart International Hobart, Australië WTA Internationaltoernooi $250.000 - hardcourt - 32S/32Q/16D     | Raluca Olaru Olha Savtsjoek                       | Gabriela Dabrowski Yang Zhaoxuan               | 0-6, 6-4, [10-5] | details |
| 16 januari 23 januari | Australian Open Melbourne, Australië ITF Grandslamtoernooi AU$20.000.000 - hardcourt - 128S/96Q/64D/32X | Serena Williams                                   | Venus Williams                                 | 6-4, 6-4         | details |
| 16 januari 23 januari | Australian Open Melbourne, Australië ITF Grandslamtoernooi AU$20.000.000 - hardcourt - 128S/96Q/64D/32X | Bethanie Mattek-Sands Lucie Šafářová              | Andrea Hlaváčková Peng Shuai                   | 6-7, 6-3, 6-3    | details |
| 16 januari 23 januari | Australian Open Melbourne, Australië ITF Grandslamtoernooi AU$20.000.000 - hardcourt - 128S/96Q/64D/32X | Abigail Spears Juan Sebastián Cabal               | Sania Mirza Ivan Dodig                         | 6-2, 6-4         | details |

### Februari
| Week van    | Toernooi | Winnares                                                                                               | Verliezend finaliste               | Uitslag finale   |         |
| ----------- | --- | --- | ---------------------------------- | ---------------- | ------- |
| 30 januari  | St. Petersburg Ladies' Trophy Sint-Petersburg, Rusland WTA Premiertoernooi $776.000 - hardcourt (i) - 28S/32Q/16D            | Kristina Mladenovic                                                                                    | Joelija Poetintseva                | 6-2, 6-7, 6-4    | details |
| 30 januari  | St. Petersburg Ladies' Trophy Sint-Petersburg, Rusland WTA Premiertoernooi $776.000 - hardcourt (i) - 28S/32Q/16D            | Jeļena Ostapenko Alicja Rosolska                                                                       | Darija Jurak Xenia Knoll           | 3-6, 6-2, [10-5] | details |
| 30 januari  | Taiwan Open Taipei, Taiwan WTA Internationaltoernooi $250.000 - hardcourt (i) - 32S/24Q/16D                                  | Elina Svitolina                                                                                        | Peng Shuai                         | 6-3, 6-2         | details |
| 30 januari  | Taiwan Open Taipei, Taiwan WTA Internationaltoernooi $250.000 - hardcourt (i) - 32S/24Q/16D                                  | Chan Hao-ching Chan Yung-jan                                                                           | Lucie Hradecká Kateřina Siniaková  | 6-4, 6-2         | details |
| 6 februari  | ITF Fed Cup (eerste ronde)                                                                                                   | Tsjechië 3–2 Spanje Zwitserland 4–1 Frankrijk Verenigde Staten 4–0 Duitsland Wit-Rusland 4–1 Nederland |                                    |                  | details |
| 13 februari | Qatar Total Open Doha, Qatar WTA Premiertoernooi $776.000 - hardcourt - 28S/32Q/16D                                          | Karolína Plíšková                                                                                      | Caroline Wozniacki                 | 6-3, 6-4         | details |
| 13 februari | Qatar Total Open Doha, Qatar WTA Premiertoernooi $776.000 - hardcourt - 28S/32Q/16D                                          | Abigail Spears Katarina Srebotnik                                                                      | Olha Savtsjoek Jaroslava Sjvedova  | 6-3, 7-6         | details |
| 20 februari | Dubai Duty Free Championships Dubai, Veren. Arabische Emiraten WTA Premier Fivetoernooi $2.666.000 - hardcourt - 56S/32Q/28D | Elina Svitolina                                                                                        | Caroline Wozniacki                 | 6-4, 6-2         | details |
| 20 februari | Dubai Duty Free Championships Dubai, Veren. Arabische Emiraten WTA Premier Fivetoernooi $2.666.000 - hardcourt - 56S/32Q/28D | Jekaterina Makarova Jelena Vesnina                                                                     | Andrea Hlaváčková Peng Shuai       | 6-2, 4-6, [10-7] | details |
| 20 februari | Hungarian Ladies Open Boedapest, Hongarije WTA Internationaltoernooi $250.000 - hardcourt (i) - 32S/24Q/16D                  | Tímea Babos                                                                                            | Lucie Šafářová                     | 6-7, 6-4, 6-3    | details |
| 20 februari | Hungarian Ladies Open Boedapest, Hongarije WTA Internationaltoernooi $250.000 - hardcourt (i) - 32S/24Q/16D                  | Hsieh Su-wei Oksana Kalasjnikova                                                                       | Arina Rodionova Galina Voskobojeva | 6-3, 4-6, [10-4] | details |

### Maart
| Week van          | Toernooi | Winnares                         | Verliezend finaliste                      | Uitslag finale |         |
| ----------------- | --- | -------------------------------- | ----------------------------------------- | -------------- | ------- |
| 27 februari       | Abierto Mexicano Telcel Acapulco, Mexico WTA Internationaltoernooi $250.000 - hardcourt - 32S/24Q/16D              | Lesja Tsoerenko                  | Kristina Mladenovic                       | 6-1, 7-5       | details |
| 27 februari       | Abierto Mexicano Telcel Acapulco, Mexico WTA Internationaltoernooi $250.000 - hardcourt - 32S/24Q/16D              | Darija Jurak Anastasia Rodionova | Verónica Cepede Royg Mariana Duque Mariño | 6-3, 6-2       | details |
| 27 februari       | Malaysian Open Kuala Lumpur, Maleisië WTA Internationaltoernooi $250.000 - hardcourt - 32S/24Q/16D                 | Ashleigh Barty                   | Nao Hibino                                | 6-3, 6-2       | details |
| 27 februari       | Malaysian Open Kuala Lumpur, Maleisië WTA Internationaltoernooi $250.000 - hardcourt - 32S/24Q/16D                 | Ashleigh Barty Casey Dellacqua   | Nicole Melichar Makoto Ninomiya           | 7-6, 6-3       | details |
| 6 maart 13 maart  | BNP Paribas Open Indian Wells, Verenigde Staten WTA Premier Mandatorytoernooi $7.669.423 - hardcourt - 96S/48Q/32D | Jelena Vesnina                   | Svetlana Koeznetsova                      | 6-7, 7-5, 6-4  | details |
| 6 maart 13 maart  | BNP Paribas Open Indian Wells, Verenigde Staten WTA Premier Mandatorytoernooi $7.669.423 - hardcourt - 96S/48Q/32D | Chan Yung-jan Martina Hingis     | Lucie Hradecká Kateřina Siniaková         | 7-6, 6-2       | details |
| 20 maart 27 maart | Miami Open Miami, Verenigde Staten WTA Premier Mandatorytoernooi $7.669.423 - hardcourt - 96S/48Q/32D              | Johanna Konta                    | Caroline Wozniacki                        | 6-4, 6-3       | details |
| 20 maart 27 maart | Miami Open Miami, Verenigde Staten WTA Premier Mandatorytoernooi $7.669.423 - hardcourt - 96S/48Q/32D              | Gabriela Dabrowski Xu Yifan      | Sania Mirza Barbora Strýcová              | 6-4, 6-3       | details |

### April
| Week van | Toernooi | Winnares                                                  | Verliezend finaliste               | Uitslag finale      |         |
| -------- | --- | --------------------------------------------------------- | ---------------------------------- | ------------------- | ------- |
| 3 april  | Volvo Car Open Charleston, Verenigde Staten WTA Premiertoernooi $776.000 - gravel - 56S/32Q/16D                   | Darja Kasatkina                                           | Jeļena Ostapenko                   | 6-3, 6-1            | details |
| 3 april  | Volvo Car Open Charleston, Verenigde Staten WTA Premiertoernooi $776.000 - gravel - 56S/32Q/16D                   | Bethanie Mattek-Sands Lucie Šafářová                      | Lucie Hradecká Kateřina Siniaková  | 6-1, 4-6, [10-7]    | details |
| 3 april  | Monterrey Open Monterrey, Mexico WTA Internationaltoernooi $250.000 - hardcourt - 32S/32Q/16D                     | Anastasija Pavljoetsjenkova                               | Angelique Kerber                   | 6-4, 2-6, 6-1       | details |
| 3 april  | Monterrey Open Monterrey, Mexico WTA Internationaltoernooi $250.000 - hardcourt - 32S/32Q/16D                     | Nao Hibino Alicja Rosolska                                | Dalila Jakupović Nadija Kitsjenok  | 6-2, 7-6            | details |
| 10 april | Claro Open Colsanitas Bogota, Colombia WTA Internationaltoernooi $250.000 - gravel - 32S/24Q/16D                  | Francesca Schiavone                                       | Lara Arruabarrena                  | 6-4, 7-5            | details |
| 10 april | Claro Open Colsanitas Bogota, Colombia WTA Internationaltoernooi $250.000 - gravel - 32S/24Q/16D                  | Beatriz Haddad Maia Nadia Podoroska                       | Verónica Cepede Royg Magda Linette | 6-3, 7-6            | details |
| 10 april | Ladies Open Biel Bienne Biel/Bienne, Zwitserland WTA Internationaltoernooi $250.000 - hardcourt (i) - 32S/32Q/16D | Markéta Vondroušová                                       | Anett Kontaveit                    | 6-4, 7-6            | details |
| 10 april | Ladies Open Biel Bienne Biel/Bienne, Zwitserland WTA Internationaltoernooi $250.000 - hardcourt (i) - 32S/32Q/16D | Hsieh Su-wei Monica Niculescu                             | Timea Bacsinszky Martina Hingis    | 5-7, 6-3, [10-7]    | details |
| 17 april | ITF Fed Cup (halve finale)                                                                                        | Verenigde Staten 3–2 Tsjechië Wit-Rusland 3–2 Zwitserland |                                    |                     | details |
| 17 april | Zhengzhou Women's Tennis Open Zhengzhou, China WTA Challengertoernooi $125.000 - hardcourt (i) - 32S/16Q/16D      | Wang Qiang                                                | Peng Shuai                         | 3-6, 7-6, 1-1, opg. | details |
| 17 april | Zhengzhou Women's Tennis Open Zhengzhou, China WTA Challengertoernooi $125.000 - hardcourt (i) - 32S/16Q/16D      | Han Xinyun Zhu Lin                                        | Jacqueline Cako Julia Glushko      | 7-5, 6-1            | details |
| 24 april | Porsche Tennis Grand Prix Stuttgart, Duitsland WTA Premiertoernooi $776.000 - gravel (i) - 28S/32Q/16D            | Laura Siegemund                                           | Kristina Mladenovic                | 6-1, 2-6, 7-6       | details |
| 24 april | Porsche Tennis Grand Prix Stuttgart, Duitsland WTA Premiertoernooi $776.000 - gravel (i) - 28S/32Q/16D            | Raquel Atawo Jeļena Ostapenko                             | Abigail Spears Katarina Srebotnik  | 6-4, 6-4            | details |
| 24 april | Istanbul Cup Istanbul, Turkije WTA Internationaltoernooi $250.000 - gravel - 32S/24Q/16D                          | Elina Svitolina                                           | Elise Mertens                      | 6-2, 6-4            | details |
| 24 april | Istanbul Cup Istanbul, Turkije WTA Internationaltoernooi $250.000 - gravel - 32S/24Q/16D                          | Dalila Jakupović Nadija Kitsjenok                         | Nicole Melichar Elise Mertens      | 7-6, 6-2            | details |

### Mei
| Week van      | Toernooi | Winnares                             | Verliezend finaliste                     | Uitslag finale    |         |
| ------------- | --- | ------------------------------------ | ---------------------------------------- | ----------------- | ------- |
| 1 mei         | Prague Open Praag, Tsjechië WTA Internationaltoernooi $250.000 - gravel - 32S/32Q/16D                         | Mona Barthel                         | Kristýna Plíšková                        | 2-6, 7-5, 6-2     | details |
| 1 mei         | Prague Open Praag, Tsjechië WTA Internationaltoernooi $250.000 - gravel - 32S/32Q/16D                         | Anna-Lena Grönefeld Květa Peschke    | Lucie Hradecká Kateřina Siniaková        | 6-4, 7-6          | details |
| 1 mei         | GP de SAR La Princesse Lalla Meryem Rabat, Marokko WTA Internationaltoernooi $250.000 - gravel - 32S/32Q/16D  | Anastasija Pavljoetsjenkova          | Francesca Schiavone                      | 7-5, 7-5          | details |
| 1 mei         | GP de SAR La Princesse Lalla Meryem Rabat, Marokko WTA Internationaltoernooi $250.000 - gravel - 32S/32Q/16D  | Tímea Babos Andrea Hlaváčková        | Nina Stojanović Maryna Zanevska          | 2-6, 6-3, [10-5]  | details |
| 8 mei         | Mutua Madrid Open Madrid, Spanje WTA Premier Mandatorytoernooi €5.924.318 - gravel - 64S/32Q/28D              | Simona Halep                         | Kristina Mladenovic                      | 7-5, 6-7, 6-2     | details |
| 8 mei         | Mutua Madrid Open Madrid, Spanje WTA Premier Mandatorytoernooi €5.924.318 - gravel - 64S/32Q/28D              | Chan Yung-jan Martina Hingis         | Tímea Babos Andrea Hlaváčková            | 6-4, 6-3          | details |
| 15 mei        | Internazionali BNL d'Italia Rome, Italië WTA Premier Fivetoernooi $3.076.495 - gravel - 56S/32Q/28D           | Elina Svitolina                      | Simona Halep                             | 4-6, 7-5, 6-1     | details |
| 15 mei        | Internazionali BNL d'Italia Rome, Italië WTA Premier Fivetoernooi $3.076.495 - gravel - 56S/32Q/28D           | Chan Yung-jan Martina Hingis         | Jekaterina Makarova Jelena Vesnina       | 7-5, 7-6          | details |
| 22 mei        | Nürnberger Versicherungscup Neurenberg, Duitsland WTA Internationaltoernooi $250.000 - gravel - 32S/24Q/16D   | Kiki Bertens                         | Barbora Krejčíková                       | 6-2, 6-1          | details |
| 22 mei        | Nürnberger Versicherungscup Neurenberg, Duitsland WTA Internationaltoernooi $250.000 - gravel - 32S/24Q/16D   | Nicole Melichar Anna Smith           | Kirsten Flipkens Johanna Larsson         | 3-6, 6-3, [11-9]  | details |
| 22 mei        | Internationaux de Strasbourg Straatsburg, Frankrijk WTA Internationaltoernooi $250.000 - gravel - 32S/24Q/16D | Samantha Stosur                      | Darja Gavrilova                          | 5-7, 6-4, 6-3     | details |
| 22 mei        | Internationaux de Strasbourg Straatsburg, Frankrijk WTA Internationaltoernooi $250.000 - gravel - 32S/24Q/16D | Ashleigh Barty Casey Dellacqua       | Chan Hao-ching Chan Yung-jan             | 6-4, 6-2          | details |
| 29 mei 5 juni | Roland Garros Parijs, Frankrijk ITF Grandslamtoernooi €18.000.000 - gravel - 128S/96Q/64D/32X                 | Jeļena Ostapenko                     | Simona Halep                             | 4-6, 6-4, 6-3     | details |
| 29 mei 5 juni | Roland Garros Parijs, Frankrijk ITF Grandslamtoernooi €18.000.000 - gravel - 128S/96Q/64D/32X                 | Bethanie Mattek-Sands Lucie Šafářová | Ashleigh Barty Casey Dellacqua           | 6-2, 6-1          | details |
| 29 mei 5 juni | Roland Garros Parijs, Frankrijk ITF Grandslamtoernooi €18.000.000 - gravel - 128S/96Q/64D/32X                 | Gabriela Dabrowski Rohan Bopanna     | Anna-Lena Grönefeld Robert Farah Maksoud | 2-6, 6-2, [12-10] | details |

### Juni
| Week van | Toernooi | Winnares                            | Verliezend finaliste                   | Uitslag finale   |         |
| -------- | --- | ----------------------------------- | -------------------------------------- | ---------------- | ------- |
| 5 juni   | Bol Open Bol, Kroatië WTA Challengertoernooi $125.000 - gravel - 32S/8Q/14D                                   | Aleksandra Krunić                   | Alexandra Cadanțu                      | 6-3, 3-0, opg.   | details |
| 5 juni   | Bol Open Bol, Kroatië WTA Challengertoernooi $125.000 - gravel - 32S/8Q/14D                                   | Chuang Chia-jung Renata Voráčová    | Lina Gjorcheska Aleksandrina Naydenova | 6-4, 6-2         | details |
| 12 juni  | Aegon Open Nottingham Nottingham, Verenigd Koninkrijk WTA Internationaltoernooi $250.000 - gras - 32S/24Q/16D | Donna Vekić                         | Johanna Konta                          | 2-6, 7-6, 7-5    | details |
| 12 juni  | Aegon Open Nottingham Nottingham, Verenigd Koninkrijk WTA Internationaltoernooi $250.000 - gras - 32S/24Q/16D | Monique Adamczak Storm Sanders      | Jocelyn Rae Laura Robson               | 6-4, 4-6, [10-4] | details |
| 12 juni  | Ricoh Open Rosmalen, Nederland WTA Internationaltoernooi $250.000 - gras - 32S/24Q/16D                        | Anett Kontaveit                     | Natalja Vichljantseva                  | 6-2, 6-3         | details |
| 12 juni  | Ricoh Open Rosmalen, Nederland WTA Internationaltoernooi $250.000 - gras - 32S/24Q/16D                        | Dominika Cibulková Kirsten Flipkens | Kiki Bertens Demi Schuurs              | 4-6, 6-4, [10-6] | details |
| 19 juni  | Aegon Classic Birmingham, Verenigd Koninkrijk WTA Premiertoernooi $885.040 - gras - 32S/32Q/16D               | Petra Kvitová                       | Ashleigh Barty                         | 4-6, 6-3, 6-2    | details |
| 19 juni  | Aegon Classic Birmingham, Verenigd Koninkrijk WTA Premiertoernooi $885.040 - gras - 32S/32Q/16D               | Ashleigh Barty Casey Dellacqua      | Chan Hao-ching Zhang Shuai             | 6-1, 2-6, [10-8] | details |
| 19 juni  | Mallorca Open Mallorca, Spanje WTA Internationaltoernooi $250.000 - gras - 32S/24Q/16D                        | Anastasija Sevastova                | Julia Görges                           | 6-4, 3-6, 6-3    | details |
| 19 juni  | Mallorca Open Mallorca, Spanje WTA Internationaltoernooi $250.000 - gras - 32S/24Q/16D                        | Chan Yung-jan Martina Hingis        | Jelena Janković Anastasija Sevastova   | walk-over        | details |
| 26 juni  | Aegon International Eastbourne, Verenigd Koninkrijk WTA Premiertoernooi $819.000 - gras - 48S/24Q/16D         | Karolína Plíšková                   | Caroline Wozniacki                     | 6-4, 6-4         | details |
| 26 juni  | Aegon International Eastbourne, Verenigd Koninkrijk WTA Premiertoernooi $819.000 - gras - 48S/24Q/16D         | Chan Yung-jan Martina Hingis        | Ashleigh Barty Casey Dellacqua         | 6-3, 7-5         | details |

### Juli
| Week van       | Toernooi                                                                                                 | Winnares                           | Verliezend finaliste               | Uitslag finale   |         |
| -------------- | --- | ---------------------------------- | ---------------------------------- | ---------------- | ------- |
| 3 juli 10 juli | Wimbledon Londen, Verenigd Koninkrijk ITF Grandslamtoernooi £15.800.000 - gras - 128S/96Q/64D/48X        | Garbiñe Muguruza                   | Venus Williams                     | 7-5, 6-0         | details |
| 3 juli 10 juli | Wimbledon Londen, Verenigd Koninkrijk ITF Grandslamtoernooi £15.800.000 - gras - 128S/96Q/64D/48X        | Jekaterina Makarova Jelena Vesnina | Chan Hao-ching Monica Niculescu    | 6-0, 6-0         | details |
| 3 juli 10 juli | Wimbledon Londen, Verenigd Koninkrijk ITF Grandslamtoernooi £15.800.000 - gras - 128S/96Q/64D/48X        | Martina Hingis Jamie Murray        | Heather Watson Henri Kontinen      | 6-4, 6-4         | details |
| 17 juli        | Ladies Championship Gstaad Gstaad, Zwitserland WTA Internationaltoernooi $250.000 - gravel - 32S/24Q/16D | Kiki Bertens                       | Anett Kontaveit                    | 6-4, 3-6, 6-1    | details |
| 17 juli        | Ladies Championship Gstaad Gstaad, Zwitserland WTA Internationaltoernooi $250.000 - gravel - 32S/24Q/16D | Kiki Bertens Johanna Larsson       | Viktorija Golubic Nina Stojanović  | 7-6, 4-6, [10-7] | details |
| 17 juli        | Bucharest Open Boekarest, Roemenië WTA Internationaltoernooi $250.000 - gravel - 32S/32Q/16D             | Irina-Camelia Begu                 | Julia Görges                       | 6-3, 7-5         | details |
| 17 juli        | Bucharest Open Boekarest, Roemenië WTA Internationaltoernooi $250.000 - gravel - 32S/32Q/16D             | Irina-Camelia Begu Raluca Olaru    | Elise Mertens Demi Schuurs         | 6-3, 6-3         | details |
| 24 juli        | Ericsson Open Båstad, Zweden WTA Internationaltoernooi $250.000 - gravel - 32S/24Q/16D                   | Kateřina Siniaková                 | Caroline Wozniacki                 | 6-3, 6-4         | details |
| 24 juli        | Ericsson Open Båstad, Zweden WTA Internationaltoernooi $250.000 - gravel - 32S/24Q/16D                   | Quirine Lemoine Arantxa Rus        | María Irigoyen Barbora Krejčíková  | 3-6, 6-3, [10-8] | details |
| 24 juli        | Jiangxi Open Nanchang, China WTA Internationaltoernooi $250.000 - hardcourt - 32S/24Q/16D                | Peng Shuai                         | Nao Hibino                         | 6-3, 6-2         | details |
| 24 juli        | Jiangxi Open Nanchang, China WTA Internationaltoernooi $250.000 - hardcourt - 32S/24Q/16D                | Jiang Xinyu Tang Qianhui           | Alla Koedrjavtseva Arina Rodionova | 6-3, 6-2         | details |

### Augustus
| Week van                | Toernooi | Winnares                           | Verliezend finaliste              | Uitslag finale   |         |
| ----------------------- | --- | ---------------------------------- | --------------------------------- | ---------------- | ------- |
| 31 juli                 | Bank of the West Classic Stanford, Verenigde Staten WTA Premiertoernooi $776.000 - hardcourt - 28S/16Q/16D         | Madison Keys                       | Coco Vandeweghe                   | 7-6, 6-4         | details |
| 31 juli                 | Bank of the West Classic Stanford, Verenigde Staten WTA Premiertoernooi $776.000 - hardcourt - 28S/16Q/16D         | Abigail Spears Coco Vandeweghe     | Alizé Cornet Alicja Rosolska      | 6-2, 6-3         | details |
| 31 juli                 | Citi Open Washington, Verenigde Staten WTA Internationaltoernooi $250.000 - hardcourt - 32S/16Q/15D                | Jekaterina Makarova                | Julia Görges                      | 3-6, 7-6, 6-0    | details |
| 31 juli                 | Citi Open Washington, Verenigde Staten WTA Internationaltoernooi $250.000 - hardcourt - 32S/16Q/15D                | Shuko Aoyama Renata Voráčová       | Eugenie Bouchard Sloane Stephens  | 6-3, 6-2         | details |
| 7 augustus              | Rogers Cup Toronto, Canada WTA Premier Fivetoernooi $2.735.139 - hardcourt - 56S/48Q/28D                           | Elina Svitolina                    | Caroline Wozniacki                | 6-4, 6-0         | details |
| 7 augustus              | Rogers Cup Toronto, Canada WTA Premier Fivetoernooi $2.735.139 - hardcourt - 56S/48Q/28D                           | Jekaterina Makarova Jelena Vesnina | Anna-Lena Grönefeld Květa Peschke | 6-0, 6-4         | details |
| 14 augustus             | Western & Southern Open Cincinnati, Verenigde Staten WTA Premier Fivetoernooi $2.804.000 - hardcourt - 56S/48Q/28D | Garbiñe Muguruza                   | Simona Halep                      | 6-1, 6-0         | details |
| 14 augustus             | Western & Southern Open Cincinnati, Verenigde Staten WTA Premier Fivetoernooi $2.804.000 - hardcourt - 56S/48Q/28D | Chan Yung-jan Martina Hingis       | Hsieh Su-wei Monica Niculescu     | 4-6, 6-4, [10-7] | details |
| 21 augustus             | Connecticut Open New Haven, Verenigde Staten WTA Premiertoernooi $761.000 - hardcourt - 30S/48Q/16D                | Darja Gavrilova                    | Dominika Cibulková                | 4-6, 6-3, 6-4    | details |
| 21 augustus             | Connecticut Open New Haven, Verenigde Staten WTA Premiertoernooi $761.000 - hardcourt - 30S/48Q/16D                | Gabriela Dabrowski Xu Yifan        | Ashleigh Barty Casey Dellacqua    | 3-6, 6-3, [10-8] | details |
| 28 augustus 4 september | US Open New York, Verenigde Staten ITF Grandslamtoernooi $23.150.000 - hardcourt - 128S/128Q/64D/32X               | Sloane Stephens                    | Madison Keys                      | 6-3, 6-0         | details |
| 28 augustus 4 september | US Open New York, Verenigde Staten ITF Grandslamtoernooi $23.150.000 - hardcourt - 128S/128Q/64D/32X               | Chan Yung-jan Martina Hingis       | Lucie Hradecká Kateřina Siniaková | 6-3, 6-2         | details |
| 28 augustus 4 september | US Open New York, Verenigde Staten ITF Grandslamtoernooi $23.150.000 - hardcourt - 128S/128Q/64D/32X               | Martina Hingis Jamie Murray        | Chan Hao-ching Michael Venus      | 6-1, 4-6, [10-8] | details |

### September
| Week van     | Toernooi                                                                                               | Winnares                                   | Verliezend finaliste               | Uitslag finale   |         |
| ------------ | --- | ------------------------------------------ | ---------------------------------- | ---------------- | ------- |
| 4 september  | Dalian Women's Tennis Open Dalian, China WTA Challengertoernooi $125.000 - hardcourt - 32S/16Q/16D     | Kateryna Kozlova                           | Vera Zvonarjova                    | 6-4, 6-2         | details |
| 4 september  | Dalian Women's Tennis Open Dalian, China WTA Challengertoernooi $125.000 - hardcourt - 32S/16Q/16D     | Lu Jingjing You Xiaodi                     | Guo Hanyu Ye Qiuyu                 | 7-6, 4-6, [10-5] | details |
| 11 september | Japan Women's Open Tokio, Japan WTA Internationaltoernooi $250.000 - hardcourt - 32S/32Q/16D           | Zarina Diyas                               | Miyu Kato                          | 6-2, 7-5         | details |
| 11 september | Japan Women's Open Tokio, Japan WTA Internationaltoernooi $250.000 - hardcourt - 32S/32Q/16D           | Shuko Aoyama Yang Zhaoxuan                 | Monique Adamczak Storm Sanders     | 6-0, 2-6, [10-5] | details |
| 11 september | Coupe Banque Nationale Québec, Canada WTA Internationaltoernooi $250.000 - hardcourt (i) - 32S/24Q/16D | Alison Van Uytvanck                        | Tímea Babos                        | 5-7, 6-4, 6-1    | details |
| 11 september | Coupe Banque Nationale Québec, Canada WTA Internationaltoernooi $250.000 - hardcourt (i) - 32S/24Q/16D | Tímea Babos Andrea Hlaváčková              | Bianca Andreescu Carson Branstine  | 6-3, 6-1         | details |
| 18 september | Toray Pan Pacific Open Tokio, Japan WTA Premiertoernooi $1.000.000 - hardcourt - 28S/32Q/16D           | Caroline Wozniacki                         | Anastasija Pavljoetsjenkova        | 6-0, 7-5         | details |
| 18 september | Toray Pan Pacific Open Tokio, Japan WTA Premiertoernooi $1.000.000 - hardcourt - 28S/32Q/16D           | Andreja Klepač María José Martínez Sánchez | Darja Gavrilova Darja Kasatkina    | 6-3, 6-2         | details |
| 18 september | Korea Open Seoel, Zuid-Korea WTA Internationaltoernooi $250.000 - hardcourt - 32S/24Q/16D              | Jeļena Ostapenko                           | Beatriz Haddad Maia                | 6-7, 6-1, 6-4    | details |
| 18 september | Korea Open Seoel, Zuid-Korea WTA Internationaltoernooi $250.000 - hardcourt - 32S/24Q/16D              | Kiki Bertens Johanna Larsson               | Luksika Kumkhum Peangtarn Plipuech | 6-4, 6-1         | details |
| 18 september | Guangzhou Open Guangzhou, China WTA Internationaltoernooi $250.000 - hardcourt - 32S/24Q/16D           | Zhang Shuai                                | Aleksandra Krunić                  | 6-2, 3-6, 6-2    | details |
| 18 september | Guangzhou Open Guangzhou, China WTA Internationaltoernooi $250.000 - hardcourt - 32S/24Q/16D           | Elise Mertens Demi Schuurs                 | Monique Adamczak Storm Sanders     | 6-2, 6-3         | details |
| 25 september | Wuhan Open Wuhan, China WTA Premier Fivetoernooi $2.666.000 - hardcourt - 56S/32Q/28D                  | Caroline Garcia                            | Ashleigh Barty                     | 6-7, 7-6, 6-2    | details |
| 25 september | Wuhan Open Wuhan, China WTA Premier Fivetoernooi $2.666.000 - hardcourt - 56S/32Q/28D                  | Chan Yung-jan Martina Hingis               | Shuko Aoyama Yang Zhaoxuan         | 7-6, 3-6, [10-4] | details |
| 25 september | Tashkent Open Tasjkent, Oezbekistan WTA Internationaltoernooi $250.000 - hardcourt - 32S/16Q/16D       | Kateryna Bondarenko                        | Tímea Babos                        | 6-4, 6-4         | details |
| 25 september | Tashkent Open Tasjkent, Oezbekistan WTA Internationaltoernooi $250.000 - hardcourt - 32S/16Q/16D       | Tímea Babos Andrea Hlaváčková              | Nao Hibino Oksana Kalasjnikova     | 7-5, 6-4         | details |

### Oktober
| Week van   | Toernooi | Winnares                         | Verliezend finaliste              | Uitslag finale   |         |
| ---------- | --- | -------------------------------- | --------------------------------- | ---------------- | ------- |
| 2 oktober  | China Open Peking, China WTA Premier Mandatorytoernooi $7.027.063 - hardcourt - 60S/32Q/28D                           | Caroline Garcia                  | Simona Halep                      | 6-4, 7-6         | details |
| 2 oktober  | China Open Peking, China WTA Premier Mandatorytoernooi $7.027.063 - hardcourt - 60S/32Q/28D                           | Chan Yung-jan Martina Hingis     | Tímea Babos Andrea Hlaváčková     | 6-1, 6-4         | details |
| 9 oktober  | Tianjin Open Tianjin, China WTA Internationaltoernooi $500.000 - hardcourt - 32S/24Q/16D                              | Maria Sjarapova                  | Aryna Sabalenka                   | 7-5, 7-6         | details |
| 9 oktober  | Tianjin Open Tianjin, China WTA Internationaltoernooi $500.000 - hardcourt - 32S/24Q/16D                              | Irina-Camelia Begu Sara Errani   | Dalila Jakupović Nina Stojanović  | 6-4, 6-3         | details |
| 9 oktober  | Hong Kong Open Hongkong, China SAR WTA Internationaltoernooi $500.000 - hardcourt - 32S/24Q/16D                       | Anastasija Pavljoetsjenkova      | Darja Gavrilova                   | 5-7, 6-3, 7-6    | details |
| 9 oktober  | Hong Kong Open Hongkong, China SAR WTA Internationaltoernooi $500.000 - hardcourt - 32S/24Q/16D                       | Chan Hao-ching Chan Yung-jan     | Lu Jiajing Wang Qiang             | 6-1, 6-1         | details |
| 9 oktober  | Upper Austria Ladies Linz Linz, Oostenrijk WTA Internationaltoernooi $250.000 - hardcourt (i) - 32S/32Q/16D           | Barbora Strýcová                 | Magdaléna Rybáriková              | 6-4, 6-1         | details |
| 9 oktober  | Upper Austria Ladies Linz Linz, Oostenrijk WTA Internationaltoernooi $250.000 - hardcourt (i) - 32S/32Q/16D           | Kiki Bertens Johanna Larsson     | Natela Dzalamidze Xenia Knoll     | 3-6, 6-3, [10-4] | details |
| 16 oktober | Kremlin Cup Moskou, Rusland WTA Premiertoernooi $790.208 - hardcourt (i) - 28S/32Q/16D                                | Julia Görges                     | Darja Kasatkina                   | 6-1, 6-2         | details |
| 16 oktober | Kremlin Cup Moskou, Rusland WTA Premiertoernooi $790.208 - hardcourt (i) - 28S/32Q/16D                                | Tímea Babos Andrea Hlaváčková    | Nicole Melichar Anna Smith        | 6-2, 3-6, [10-3] | details |
| 16 oktober | BGL BNP Paribas Luxembourg Open Luxemburg, Luxemburg WTA Internationaltoernooi $250.000 - hardcourt (i) - 32S/32Q/16D | Carina Witthöft                  | Mónica Puig                       | 6-3, 7-5         | details |
| 16 oktober | BGL BNP Paribas Luxembourg Open Luxemburg, Luxemburg WTA Internationaltoernooi $250.000 - hardcourt (i) - 32S/32Q/16D | Lesley Kerkhove Lidzija Marozava | Eugenie Bouchard Kirsten Flipkens | 6-7, 6-4, [10-6] | details |
| 23 oktober | WTA Finals Singapore Officieus wereldkampioenschap $7.000.000 - hardcourt (i) - 8S(RR)/8D                             | Caroline Wozniacki               | Venus Williams                    | 6-4, 6-4         | details |
| 23 oktober | WTA Finals Singapore Officieus wereldkampioenschap $7.000.000 - hardcourt (i) - 8S(RR)/8D                             | Tímea Babos Andrea Hlaváčková    | Kiki Bertens Johanna Larsson      | 4-6, 6-4, [10-5] | details |
| 30 oktober | WTA Elite Trophy Zhuhai, China Eindejaarskampioenschap $2.214.500 - hardcourt (i) - 12S(RR)/6D(RR)                    | Julia Görges                     | Coco Vandeweghe                   | 7-5, 6-1         | details |
| 30 oktober | WTA Elite Trophy Zhuhai, China Eindejaarskampioenschap $2.214.500 - hardcourt (i) - 12S(RR)/6D(RR)                    | Duan Yingying Han Xinyun         | Lu Jingjing Zhang Shuai           | 6-2, 6-1         | details |

### November en december
| Week van    | Toernooi                                                                                              | Winnares                              | Verliezend finaliste                | Uitslag finale   |         |
| ----------- | --- | ------------------------------------- | ----------------------------------- | ---------------- | ------- |
| 6 november  | ITF Fed Cup (finale)                                                                                  | Verenigde Staten                      | Wit-Rusland                         | 3-2              | details |
| 6 november  | Hua Hin Championships Hua Hin, Thailand WTA Challengertoernooi $125.000 - hardcourt (i) - 32S/16Q/16D | Belinda Bencic                        | Hsieh Su-wei                        | 6-3, 6-4         | details |
| 6 november  | Hua Hin Championships Hua Hin, Thailand WTA Challengertoernooi $125.000 - hardcourt (i) - 32S/16Q/16D | Duan Yingying Wang Yafan              | Dalila Jakupović Irina Chromatsjova | 6-3, 6-3         | details |
| 6 november  | Engie Open de Limoges Limoges, Frankrijk WTA Challengertoernooi $125.000 - hardcourt (i) - 32S/16Q/8D | Monica Niculescu                      | Antonia Lottner                     | 6-4, 6-2         | details |
| 6 november  | Engie Open de Limoges Limoges, Frankrijk WTA Challengertoernooi $125.000 - hardcourt (i) - 32S/16Q/8D | Valerija Savinych Maryna Zanevska     | Chloé Paquet Pauline Parmentier     | 6-0, 6-2         | details |
| 13 november | Taipei OEC Open Taipei, Taiwan WTA Challengertoernooi $125.000 - tapijt (i) - 32S/16Q/16D             | Belinda Bencic                        | Arantxa Rus                         | 7-6, 6-1         | details |
| 13 november | Taipei OEC Open Taipei, Taiwan WTA Challengertoernooi $125.000 - tapijt (i) - 32S/16Q/16D             | Veronika Koedermetova Aryna Sabalenka | Monique Adamczak Naomi Broady       | 2-6, 7-6, [10-6] | details |
| 20 november | Mumbai Open Mumbai, India WTA Challengertoernooi $125.000 - hardcourt - 32S/16Q/16D                   | Aryna Sabalenka                       | Dalila Jakupović                    | 6-2, 6-3         | details |
| 20 november | Mumbai Open Mumbai, India WTA Challengertoernooi $125.000 - hardcourt - 32S/16Q/16D                   | Victoria Rodríguez Bibiane Schoofs    | Dalila Jakupović Irina Chromatsjova | 7-5, 3-6, [10-7] | details |
| 20 november | Hawaii Open Waipio, Verenigde Staten WTA Challengertoernooi $125.000 - hardcourt - 32S/8Q/14D         | Zhang Shuai                           | Jang Su-jeong                       | 0-6, 6-2, 6-3    | details |
| 20 november | Hawaii Open Waipio, Verenigde Staten WTA Challengertoernooi $125.000 - hardcourt - 32S/8Q/14D         | Hsieh Shu-ying Hsieh Su-wei           | Eri Hozumi Asia Muhammad            | 6-1, 7-6         | details |

In de rest van november en in december werden traditiegetrouw geen WTA-toernooien georganiseerd.

## Primeurs
Speelsters die in 2017 hun eerste WTA-enkelspeltitel wonnen:
- Kateřina Siniaková (Tsjechië) in Shenzhen, China
- Lauren Davis (VS) in Auckland, Nieuw-Zeeland
- Elise Mertens (België) in Hobart, Australië
- Ashleigh Barty (Australië) in Kuala Lumpur, Maleisië
- Darja Kasatkina (Rusland) in Charleston, VS
- Markéta Vondroušová (Tsjechië) in Biel/Bienne, Zwitserland
- Wang Qiang (China) in Zhengzhou, China
- Jeļena Ostapenko (Letland) op Roland Garros, Frankrijk
- Anett Kontaveit (Estland) in Rosmalen, Nederland
- Darja Gavrilova (Australië) in New Haven, Verenigde Staten
- Kateryna Kozlova (Oekraïne) in Dalian, China
- Zarina Diyas (Kazachstan) in Tokio, Japan
- Carina Witthöft (Duitsland) in Luxemburg, Luxemburg
- Aryna Sabalenka (Wit-Rusland) in Mumbai, India

## Statistieken toernooien

### Toernooien per ondergrond
| ondergrond   | aantal | buiten/binnen | aantal    |
| ------------ | ------ | ------------- | --------- |
| hardcourt    | 46     | buiten        | 32        |
| hardcourt    | 46     | binnen        | 14        |
| gravel       | 14     | buiten        | 13        |
| gravel       | 14     | binnen        | 1         |
| groen gravel | 1      | buiten        | 1         |
| gras         | 6      | buiten        | 6         |
| tapijt       | 1      | binnen        | 1         |
| wisselend    | 3      | (Fed Cup)     | (Fed Cup) |
| TOTAAL       | 71     |               |           |